# 京田駅
京田駅（きょうでんえき）は、山形県鶴岡市高田にあった、庄内交通湯野浜線の駅（廃駅）である。湯野浜線廃止に伴い1975年（昭和50年）4月1日に廃止された。

## 歴史
- 1929年（昭和4年）12月8日：庄内電気鉄道の駅として開業。
- 1934年（昭和9年）5月14日：庄内電鉄の駅となる。
- 1943年（昭和18年）10月1日：庄内交通の駅となる。
- 1975年（昭和50年）4月1日：廃止。

## 駅構造
単式ホーム1面1線を有する地上駅。一般名称は駅であるが、厳密には停留所であった（※安丹駅も同様）。

## 駅周辺
- 宝泉寺
- 鶴岡市立京田小学校

## 跡地
周辺にわずかに路盤が残っている程度である。

## 隣の駅
庄内交通
湯野浜線
鶴岡駅 - 京田駅 - 安丹駅